# 904 км
904 км (рос. 904 км) — селище у складі Орічівського району Кіровської області, Росія. Входить до складу Шалеговського сільського поселення.
Населення становить 5 осіб (2010, 6 у 2002).
Національний склад станом на 2002 рік — росіяни 100 %.